# Departamento de Santa Marta (Magdalena)
Santa Marta fue uno de los departamentos en que se dividía el Estado Soberano del Magdalena (Colombia). Fue creado en 1864, cuando la provincia de Santa Marta adquirió la categoría de departamento. Tuvo por cabecera a la ciudad de Santa Marta, y por un breve periodo, a Ciénaga. El departamento comprendía parte del territorio de las actuales regiones magdalenenses del Norte y del Río.

## División territorial
En 1876 el departamento comprendía los distritos de Santa Marta (capital), Ciénaga, Gaira, Medialuna, Pivijay, Pueblo Viejo, Remolino, Salamina y Sitionuevo.